# 奈良県道176号山陵佐紀線
奈良県道176号山陵佐紀線（ならけんどう176ごう みささぎさきせん）は、奈良県奈良市を通る一般県道である。

## 概要
奈良市山陵町から奈良市二条町1丁目に至る。
近鉄京都線 平城駅前から秋篠川東岸を南下するが、路線の大部分は奈良県道・京都府道52号奈良精華線と重複する。

### 路線データ
- 起点：奈良市山陵町（近鉄京都線 平城駅前）
- 終点：奈良市二条町1丁目（西大寺橋東詰交差点、奈良県道・京都府道52号奈良精華線上、奈良県道104号谷田奈良線交点）

## 路線状況

### 重複区間
- 奈良県道・京都府道52号奈良精華線（奈良市山陵町・孝謙天皇陵前交差点 - 奈良市二条町1丁目・西大寺橋東詰交差点（終点））

## 地理

### 通過する自治体
- 奈良県
  - 奈良市

### 交差する道路
| 交差する道路                                                          | 交差する場所 | 交差する場所              |
| --------------------------------------------------------------------- | ------------ | ------------------------- |
| 奈良県道・京都府道52号奈良精華線 重複区間起点                         | 山陵町       | 孝謙天皇陵前交差点        |
| 奈良県道・京都府道52号奈良精華線 重複区間終点 奈良県道104号谷田奈良線 | 二条町1丁目  | 西大寺橋東詰交差点 / 終点 |

### 沿線
- 近鉄京都線 平城駅
- ならファミリー